# Magazine Island (ö i Hongkong)
Magazine Island (kinesiska: 火藥洲, 火药洲) är en ö i Hongkong (Kina). Den ligger i den centrala delen av Hongkong.